# Баскетбол на летней Универсиаде 1993
Баскетбольный турнир на летней Универсиаде 1993 проходил в Буффало со 8 по 18 июля 1993 года. Соревнования проводились среди мужских и женских сборных команд.
Чемпионом Универсиады среди мужчин стала американская сборная, среди женщин победу праздновали китаянки.

## Медальный зачёт
| Место | Страна | Золото | Серебро | Бронза | Всего |
| ----- | ------ | ------ | ------- | ------ | ----- |
| 1-2   | США    | 1      | 0       | 1      | 2     |
| 1-2   | Китай  | 1      | 0       | 1      | 2     |
| 3-4   | Канада | 0      | 1       | 0      | 1     |
| 3-4   | Куба   | 0      | 1       | 0      | 1     |

## Медалисты
|         | Золото | Серебро | Бронза |
| Женщины | Китай · Хэ Цзюнь · Ли Дунмэй · Лю Цзюнь · Ма Чэнцин · Ма Чжунцин · Пэн Пин · Сунь Ин · Сян Д. · Ван Фан · Чжан Цзяо · Чжэн Дунмэй · Чжэн Хайся                                                                         | Куба · Джудит Агуила · Лисет Кастильо · Милайда Энрикес · Гертрудис Гомес · Регла Эрнандес · Гризель Херрейра · Мария Елена Леон · Ямиле Мартинес · Таня Сейно · Лисдейви Викторес · Ольга Вигиль · Марлен Вильяуррутия · Тренер — Мануэль Перес | США · Ринельди Бесенти · Хейди Бюрг · Катрина Коллетон · Пегги Эванс · Адриэнн Гудсон · Лэди Хардмон · Айконда Хилл · Мелоди Ховард · ЛаТоня МакГи · Тари Филлипс · Триша Стаффорд · София Уизерспун · Тренер — Джоан Бонвичини |
| Мужчины | США · Майкл Финли · Трэвис Форд · Антонио Ланг · Эд О'Баннон · Эрик Пятковский · Шон Респект · Карлос Роджерс · Ричард Скотт · Дэймон Стадемайр · Джефф Вебстер · Дональд Уильямс · Шарон Райт · Тренер — Реджи Минтон | Канада · Роман Барретт · Джефф Фоурман · Норм Фрёмель · Деон Джордж · Брендан Грейвс · Майкл Микс · Стив Нэш · Дэвид Пиктон · Р.Салливан · Петер ван Эльсвик · Шон ван Коугнетт · Кейт Васселл · Тренер — Дэйв Натбраун                          | Китай · Адилжан · Ху Вэйдун · Лян Д. · Лю Юйдун · Оуян Г. · Шань Тао · Сунь Чжунь · Ван Жидан · У Найкун · У Цинлун · Чжан Цзинсун · Чжэн У                                                                                     |